# Leptosynapta roseogradia
Leptosynapta roseogradia is een zeekomkommer uit de familie Synaptidae.
De wetenschappelijke naam van de soort werd in 1976 gepubliceerd door David Pawson.